# Procurateur
Dans la Rome antique, le terme procurateur désigne au départ un personnage nommé par un autre pour s'occuper d'une tâche précise, mais l’usage le plus courant du terme désigne, à partir d'Auguste, un fonctionnaire impérial choisi par l’empereur romain dans l’ordre équestre ou parmi ses anciens esclaves (on parle alors de procurateur affranchi).

## Désignation
Les procurateurs dépendaient directement de l’empereur, exerçant leur pouvoir et leur charge en son nom. Ainsi les empereurs purent élaborer peu à peu une administration qui ne dépendait que d’eux et contrôler des services importants ou une province impériale, fonction bien évidemment réservée aux seuls membres de l’ordre équestre. Assez souvent les procurateurs issus de l’ordre équestre étaient secondés par un procurateur affranchi, l’empereur pouvant ainsi mieux les surveiller. Entre le premier et le troisième siècle le nombre de procurateurs équestres a assez fortement augmenté en même temps que se mettait en place un organigramme hiérarchique fondé sur des échelons de salaire : 60 000 (procuratèle sexagénaire), 100 000 (procuratèle centénaire) et 200 000 sesterces (procuratèle ducenaire), puis après Marc Aurèle, 300 000 sesterces (procuratèle trécenténaire). Une carrière équestre s’est ainsi élaborée qui commençait par un service militaire (milices équestres), se poursuivait parmi les différents postes de procuratèles et pouvait culminer après les postes de la chancellerie impériale, par les grandes préfectures : préfecture des Vigiles, de l’annone, d'Égypte et finalement du prétoire. Les procurateurs équestres ont été étudiés de manière extrêmement approfondie par Hans-Georg Pflaum dont l’œuvre constitue la référence de tout travail sur les procurateurs.

## Fonction
L’institution des procurateurs semble apparaître sous Auguste. On distingue plusieurs catégories de procurateurs selon leur champ d'action. En premier lieu, les procurateurs dans les provinces :
- Le procurateur gouverneur, qui dirige une province peu importante (province procuratorienne). Il y cumule tous les pouvoirs, militaire, administratif, judiciaire et financier. Il se distingue de ses homologues des provinces plus importantes par le fait qu’il n’a pas de légion sous ses ordres, mais seulement des unités auxiliaires.
- Le procurateur financier, qui fait office d'adjoint pour un légat proprétorien, gouverneur d'une province impériale importante. Comme son nom l'indique, ses attributions sont principalement d'ordre financier et administratif.

Dans l’administration centrale, on distingue plusieurs procurateurs. Ces fonctions confiées d'abord à des affranchis, sont transférées à des chevaliers sous les Flaviens et les Antonins.

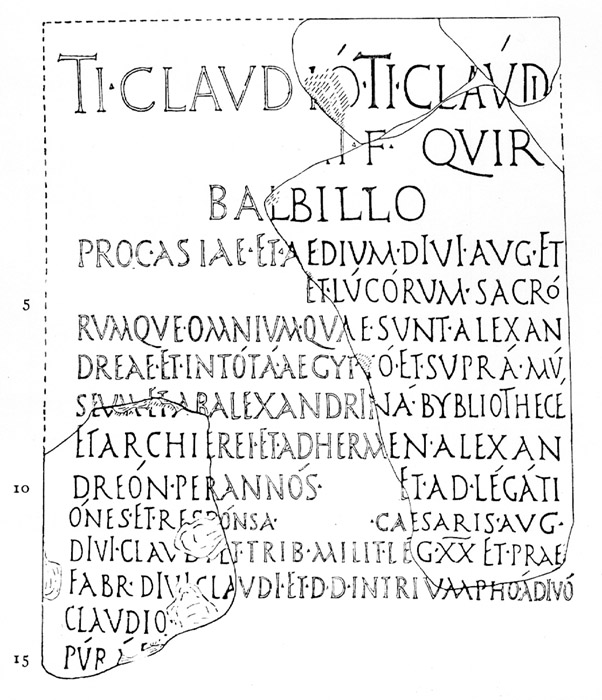
Inscription d'Éphèse donnant la carrière d'un procurateur du règne de Claude

- Procurateurs du fiscus impérial, c'est-à-dire des impôts perçus dans les provinces impériales. Cette fonction est unifiée sous le titre de procurateur a rationibus (« aux comptes »), puis de rationalis sous Marc Aurèle et de rationalis summarum rationum sous les Sévères.
- Procurateur a libellis (« aux libelles ») qui dirige le bureau des requêtes concernant la justice. Ce procurateur est trécénaire, c'est-à-dire que son traitement s'élève à 300 000 sesterces.
- Procurateur a cognitionibus (« aux connaissances ») qui dirige le bureau chargé de l'instruction des procès jugés en personne par l'empereur. Il est également trécénaire.
- Procurateur a studiis (« aux études ») qui dirige le bureau de la documentation. C'est aussi un procurateur trécénaire
- Procurateur ab epistulis latinis (« aux lettres latines ») qui dirige le bureau chargé de la correspondance officielle et de la publication des actes en latin. Il a été créé par démembrement du bureau ab epistulis. Ce procurateur est centénaire, c'est-à-dire qu'il touche un traitement de 100 000 sesterces.
- Procurateur ab epistulis graecis (« aux lettres grecques ») qui dirige le bureau chargé de la correspondance officielle et de la publication des actes en grec. Ce procurateur est sexagénaire, c'est-à-dire qu'il touche 60 000 sesterces.
- Procurateur du patrimoine impérial, qui devient sous Septime Sévère le procurateur rei privatæ (« des choses privées »). Il est de même rang que l’a rationibus.
- Procurator monetae, chargé de l'atelier monétaire impérial de Rome, procuratèle centénaire[1]. Selon une inscription très mutilée trouvée à proximité de la Basilique Saint-Clément-du-Latran[2], il pouvait être en même temps responsable des jeux (ludi gladiatorii)[3].